# Kanton Villeneuve-d'Ascq-Sud
Kanton Villeneuve-d'Ascq-Sud (francouzsky Canton de Villeneuve-d'Ascq-Sud) je francouzský kanton v departementu Nord v regionu Nord-Pas-de-Calais. Tvoří ho pouze jižní část města Villeneuve-d'Ascq.